# Maïné-Soroa
Maïné-Soroa (auf Tuareg Măyne-Ṣǝrwa) ist eine Stadtgemeinde und der Hauptort des gleichnamigen Departements Maïné-Soroa in Niger.

## Geographie

### Lage und Gliederung

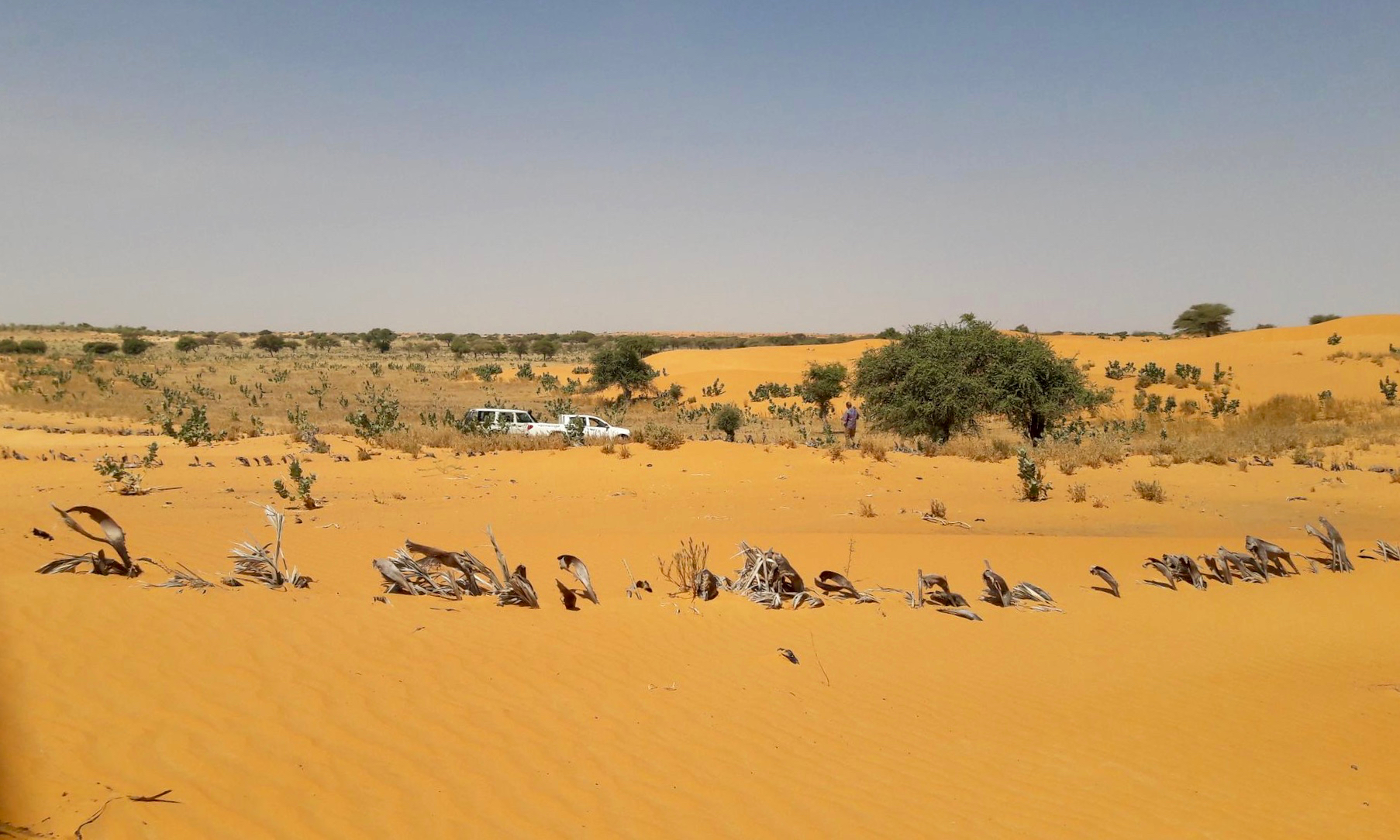
Dünen beim Weiler Wawouri I in Maïné-Soroa (2017)

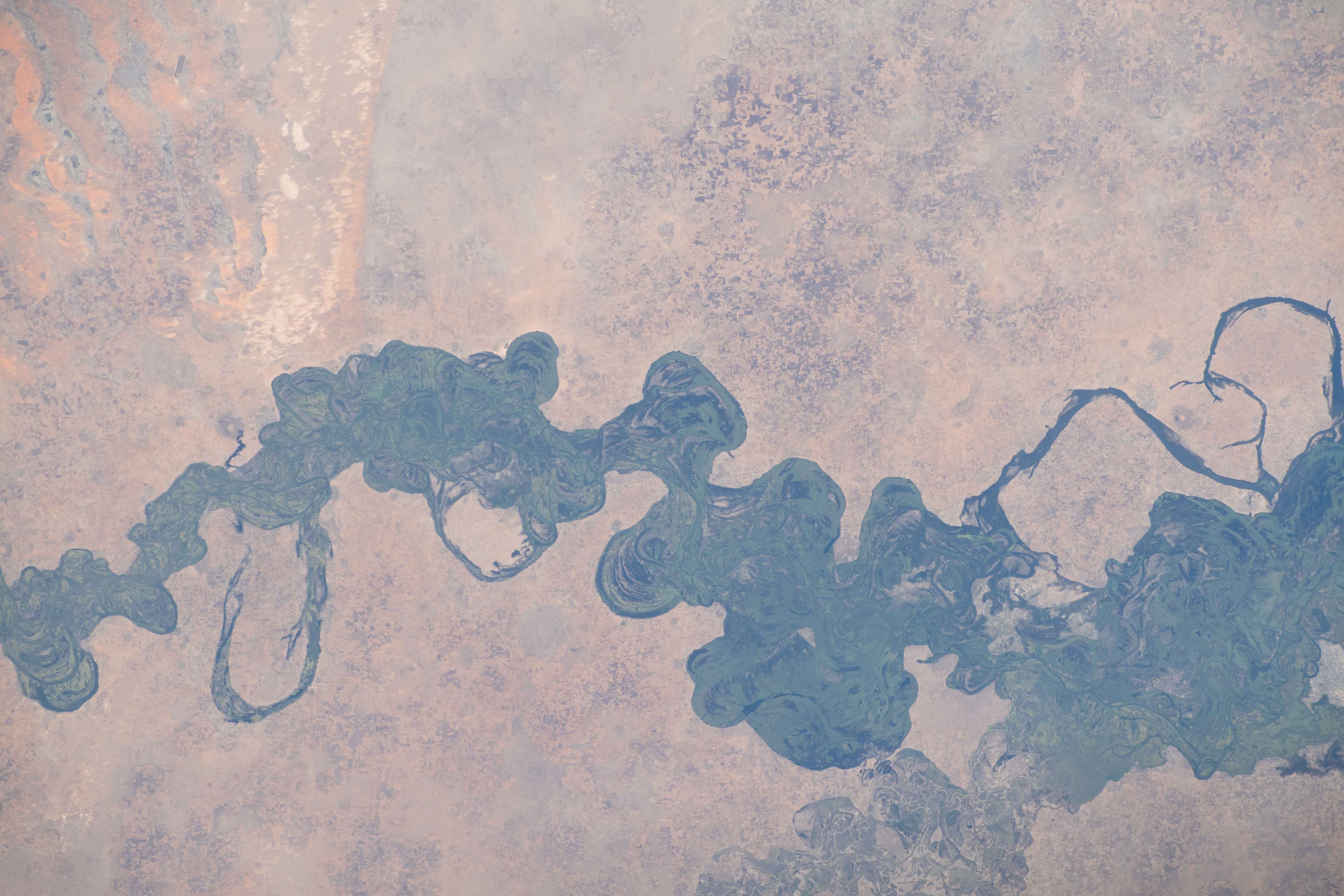
Satellitenaufnahme des Flusses Komadougou Yobé in Maïné-Soroa (2020)

Maïné-Soroa liegt in der Landschaft Manga in der Sahelzone, an der Staatsgrenze zu Nigeria, und ist rund 70 Kilometer von der Regionalhauptstadt Diffa entfernt. Im Südosten bildet der Fluss Komadougou Yobé die Staatsgrenze. Die Nachbargemeinden in Niger sind Foulatari und N’Guelbély im Norden, Chétimari im Osten und Goudoumaria im Westen.
Maïné-Soroa besteht aus einem urbanen und einem ländlichen Gemeindegebiet. Das urbane Gemeindegebiet ist in drei Stadtviertel gegliedert: Maïné-Soroa, Boulaman und Djambourou. Bei den Siedlungen im ländlichen Gemeindegebiet handelt es sich um 176 Dörfer, 61 Weiler, 38 Lager und eine Wasserstelle. Die bevölkerungsreichsten Dörfer sind Malam Boulamari, Chéri und Tam.
Nordöstlich des Stadtzentrums verläuft die Tonebene Kadzell bis zur Stadt N’Guigmi. Im Westen der Gemeinde beginnt die weitläufige Zone der fruchtbaren Mulden von Maïné-Soroa. Die Gommeraie de Mounouk ist ein 61.000 Hektar großes Gebiet beim Dorf Mounouk, das 1939 als Kautschukbaum-Hain unter Schutz gestellt wurde. Der Hain ist inzwischen verschwunden.

### Klima
Die synoptische Wetterstation im Stadtzentrum liegt auf 338 m Höhe und wurde 1936 in Betrieb genommen.
|                       | Jan  | Feb  | Mär  | Apr  | Mai  | Jun  | Jul   | Aug   | Sep  | Okt  | Nov  | Dez  |   |       |
| Mittl. Tagesmax. (°C) | 33,5 | 37,7 | 38,5 | 43,1 | 43,6 | 39,2 | 35,3  | 33,5  | 35,3 | 39,4 | 37,8 | 32,4 | ⌀ | 37,4  |
| Mittl. Tagesmin. (°C) | 14,8 | 19,2 | 22,0 | 27,0 | 28,5 | 26,2 | 24,7  | 23,7  | 23,2 | 24,0 | 20,1 | 14,4 | ⌀ | 22,3  |
|                       |      |      |      |      |      |      |       |       |      |      |      |      |   |       |
| Niederschlag (mm)     | 0    | 0    | 0    | 0    | 0    | 62,8 | 165,8 | 162,3 | 39,9 | 0    | 0    | 0    | Σ | 430,8 |
|                       |      |      |      |      |      |      |       |       |      |      |      |      |   |       |
| Regentage (d)         | 0    | 0    | 0    | 0    | 0    | 6    | 10    | 12    | 9    | 0    | 0    | 0    | Σ | 37    |

| 14,8 |

| 19,2 |

| 22,0 |

| 27,0 |

| 28,5 |

| 26,2 |

| 24,7 |

| 23,7 |

| 23,2 |

| 24,0 |

| 20,1 |

| 14,4 |

| 14,8 |

| 19,2 |

| 22,0 |

| 27,0 |

| 28,5 |

| 26,2 |

| 24,7 |

| 23,7 |

| 23,2 |

| 24,0 |

| 20,1 |

| 14,4 |

## Geschichte

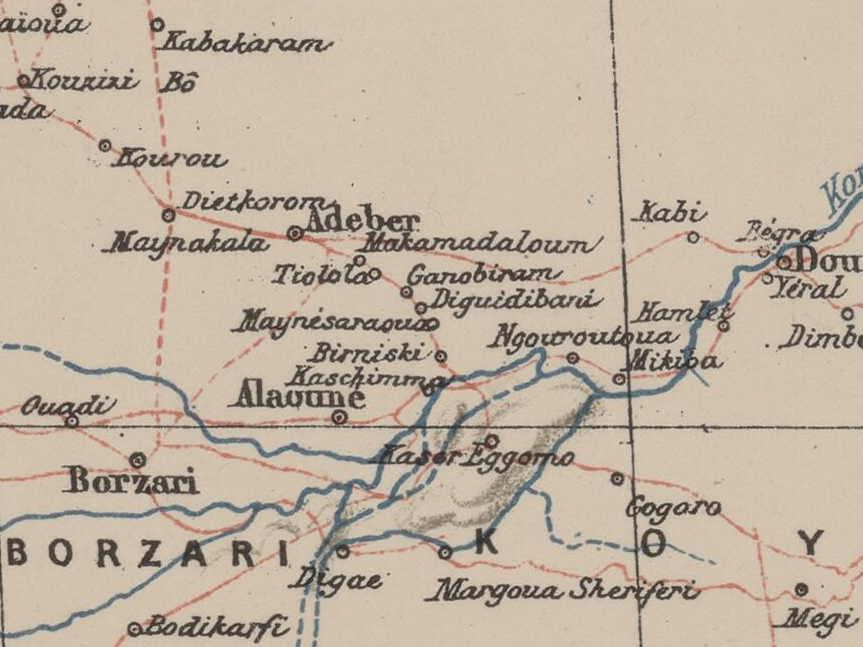
Ausschnitt einer Karte von 1903 mit Maïné-Soroa (Maynésaraoua) im Zentrum

Maïné-Soroa wurde Anfang des 19. Jahrhunderts als Teil des Reichs Bornu gegründet. Der Name der Stadt bedeutet „unser Oberhaupt hat ein Lehmziegelhaus“. Mitte des 19. Jahrhunderts wurde sie vom Sultan von Zinder besetzt, bis sie an der Wende zum 20. Jahrhundert Teil Französisch-Westafrikas wurde. Im nigrischen Teil Bornus zählt Maïné-Soroa neben Chétimari, Gouré und Goudoumaria zu den wichtigsten Orten, in denen sich auf das Reich Bornu zurückgehende Formen traditioneller Herrschaft bis in die Gegenwart halten konnten. In den 1920er Jahren galt die durch Maïné-Soroa führende und 1375 Kilometer lange Piste von Niamey nach N’Guigmi als einer der Hauptverkehrswege in der damaligen Kolonie Niger. Sie war in der Trockenzeit bis Guidimouni und wieder ab Maïné-Soroa von Automobilen befahrbar. Gleichfalls bedeutend waren die 378 Kilometer lange Piste für Reiter von Maïné-Soroa nach Zinder und die 471 Kilometer lange Piste von Maïné-Soroa nach Kano.
Die Regionalhauptstadt Diffa wurde im Februar 2015 von der dschihadistischen Terrorgruppe Boko Haram aus Nigeria angegriffen. Bereits seit Mai 2013 waren wegen der Aktivitäten von Boko Haram etwa 150.000 Menschen aus dem Nachbarland Nigeria nach Diffa geflüchtet. Nunmehr gehörte Maïné-Soroa zu den Orten, die Flüchtlinge aus Diffa aufnahmen. Ende 2016 lebten in der Gemeinde Maïné-Soroa 5.125 Kinder und Jugendliche im Alter von 4 bis 19 Jahren, die Flüchtlinge, Rückkehrer oder Binnenvertriebene waren. Die Hilfsorganisation Ärzte ohne Grenzen betrieb ab 2017 ein Büro in Maïné-Soroa, das sie 2019 nach einer Attacke unbekannter Angreifer aufgeben musste. In der gesamten Region Diffa waren im Januar 2021 vom UNHCR knapp 270.000 von Zwangsmigration betroffene Personen erfasst. Davon waren 47 % Flüchtlinge und 39 % Binnenvertriebene. Bei 78 % handelte es sich um Frauen und Kinder. In der Gemeinde Maïné-Soroa lebten dabei 15.839 dieser Menschen, davon 5.029 im urbanen Gemeindegebiet.

## Bevölkerung
Bei der Volkszählung 2012 hatte die Stadtgemeinde 78.735 Einwohner, die in 11.519 Haushalten lebten. Bei der Volkszählung 2001 betrug die Einwohnerzahl 66.606 in 11.624 Haushalten.
Im Stadtgebiet ohne den ländlichen Siedlungen lebten bei der Volkszählung 2012 13.136 Einwohner in 2.085 Haushalten, bei der Volkszählung 2001 10.176 in 1.828 Haushalten und bei der Volkszählung 1988 7.381 in 1.440 Haushalten. Bei der Volkszählung 1977 waren es 4.973 Einwohner.
In ethnischer Hinsicht ist die Gemeinde ein Siedlungsgebiet von Manga, Mober und Fulbe. In der regenreichen Zeit ziehen Wodaabe, ein vollnomadisches Volk von Rinderhirten, aus dem Süden in die Umgebung der Stadt.

## Politik und Justiz
Der Gemeinderat (conseil municipal) hat 20 Mitglieder. Mit den Kommunalwahlen 2020 sind die Sitze im Gemeinderat wie folgt verteilt: 9 MNSD-Nassara, 9 MPR-Jamhuriya und 2 MDR-Tarna. Zum Bürgermeister wurde 2021 Ibrahim Tandja (MNSD-Nassara) gewählt, ein jüngerer Bruder des früheren Staatspräsidenten Mamadou Tandja.
Jeweils ein traditioneller Ortsvorsteher (chef traditionnel) steht an der Spitze von 148 Dörfern im ländlichen Gemeindegebiet.
Die Stadt ist der Sitz eines Tribunal d’Instance, eines der landesweit 30 Zivilgerichte, die unterhalb der zehn Zivilgerichte der ersten Instanz (Tribunal de Grande Instance) stehen. Die Haftanstalt Maïné-Soroa hat eine Aufnahmekapazität von 50 Insassen.

## Kultur und Sehenswürdigkeiten
Maïné-Soroa ist bekannt für seine Flötisten. Die Maison de la Culture ist ein Kulturzentrum in der Stadt.

## Wirtschaft und Infrastruktur

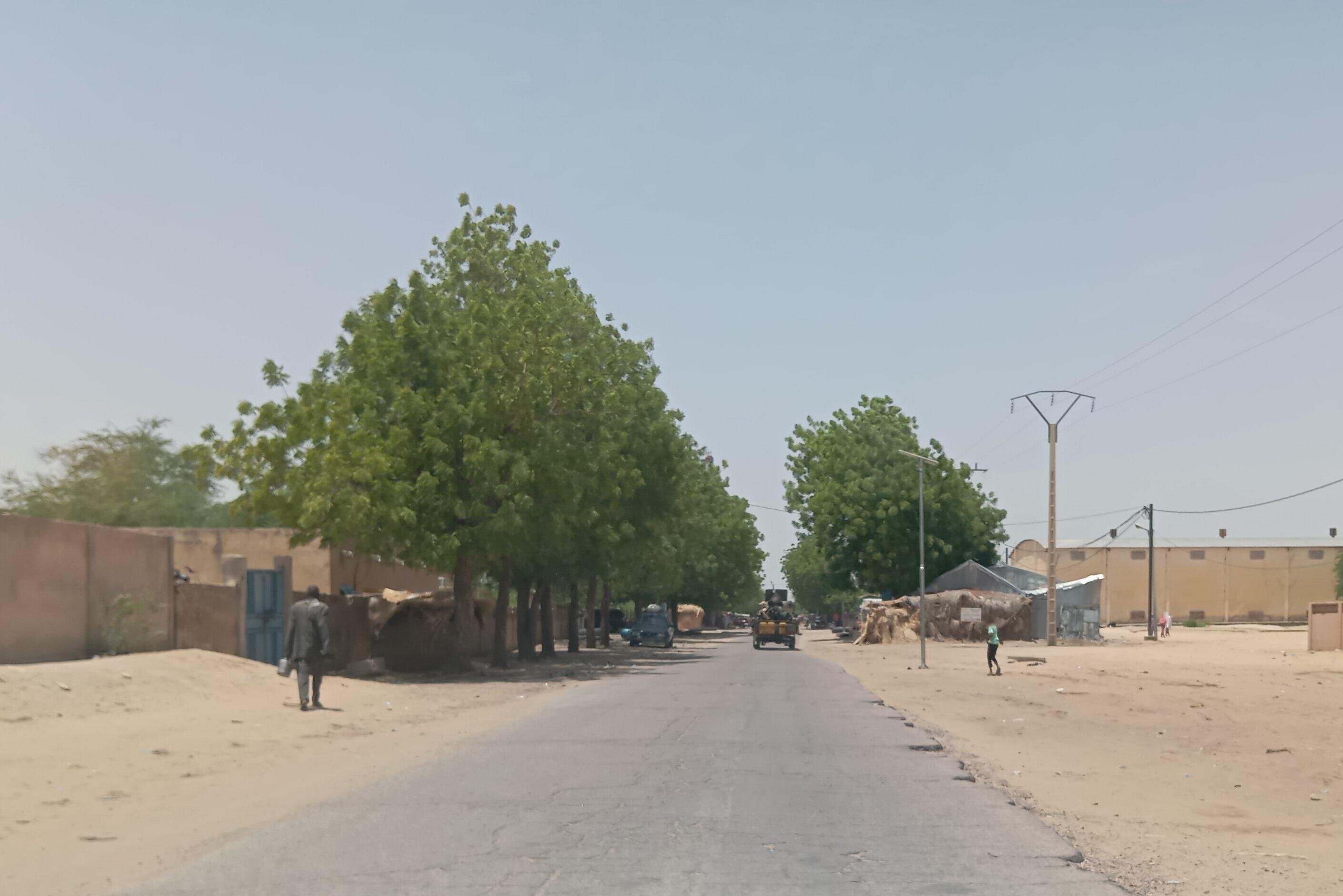
Nationalstraße 1 im Stadtzentrum von Maïné-Soroa (2024)

Im Südosten am Komadougou Yobé wird Bewässerungsfeldwirtschaft betrieben. Daran schließt die Zone des Regenfeldbaus an. Im Norden beginnt die Zone des Agropastoralismus. In Maïné-Soroa gibt es einen Viehmarkt. Der Markttag ist Mittwoch. Das staatliche Versorgungszentrum für landwirtschaftliche Betriebsmittel und Materialien (CAIMA) unterhält eine Verkaufsstelle im Ort. Zum in Maïné-Soroa praktizierten Handwerk zählen das Gerben, das Korbmachen, das Töpfern, das Schmieden und das Tischlern.
Im Stadtzentrum gibt es ein Distriktkrankenhaus und ein über ein eigenes Labor und eine Entbindungsstation verfügendes Gesundheitszentrum des Typs Centre de Santé Intégré (CSI). Weitere Gesundheitszentren dieses Typs, jedoch jeweils ohne eigenes Labor und Entbindungsstation, sind in den ländlichen Siedlungen Ambouram Ali, Boudoum, Chéri, Gabtiari, Maï Lawan, Malam Boulamari und Tam vorhanden.
Allgemein bildende Schulen der Sekundarstufe in der Gemeinde sind der CES Maïné-Soroa, der zum Typ Collège d’Enseignement Secondaire (CES) gehört, und der CEG 2 FA Maïné-Soroa vom Typ Collège d’Enseignement Général (CEG) mit einem Schwerpunkt auf die arabische zusätzlich zur französischen Sprache (FA). Beim Collège d’Enseignement Technique de Maïné-Soroa (CET Maïné-Soroa) handelt sich es um eine technische Fachschule, beim Centre de Formation aux Métiers de Maïné-Soroa (CFM Maïné-Soroa) und beim Centre de Formation aux Métiers de Chéri (CFM Chéri) um Berufsausbildungszentren.
Maïné-Soroa liegt an der Nationalstraße 1, die den Ort über eine Fahrtstrecke von rund 1300 Kilometern mit der nigrischen Hauptstadt Niamey verbindet. Im Stadtzentrum zweigt die zur Staatsgrenze mit Nigeria führende Nationalstraße 42 von der Nationalstraße 1 ab. In der Stadt befindet sich ein ziviler Flughafen mit unbefestigter Start- und Landebahn, der Flughafen Maïné-Soroa (ICAO-Code: DRZM).

## Persönlichkeiten
- Grémah Boucar (1959–2022), Journalist, Medienunternehmer und Politiker
- Yacouba Sido (1910–1988), Politiker
- Mamadou Diallo Sory (1927–1996), Offizier, Politiker und Diplomat
- Mamadou Tandja (1938–2020), Offizier, Politiker und Diplomat, Staatspräsident von 1999 bis 2010